# Teatr Wielki (Łódź)

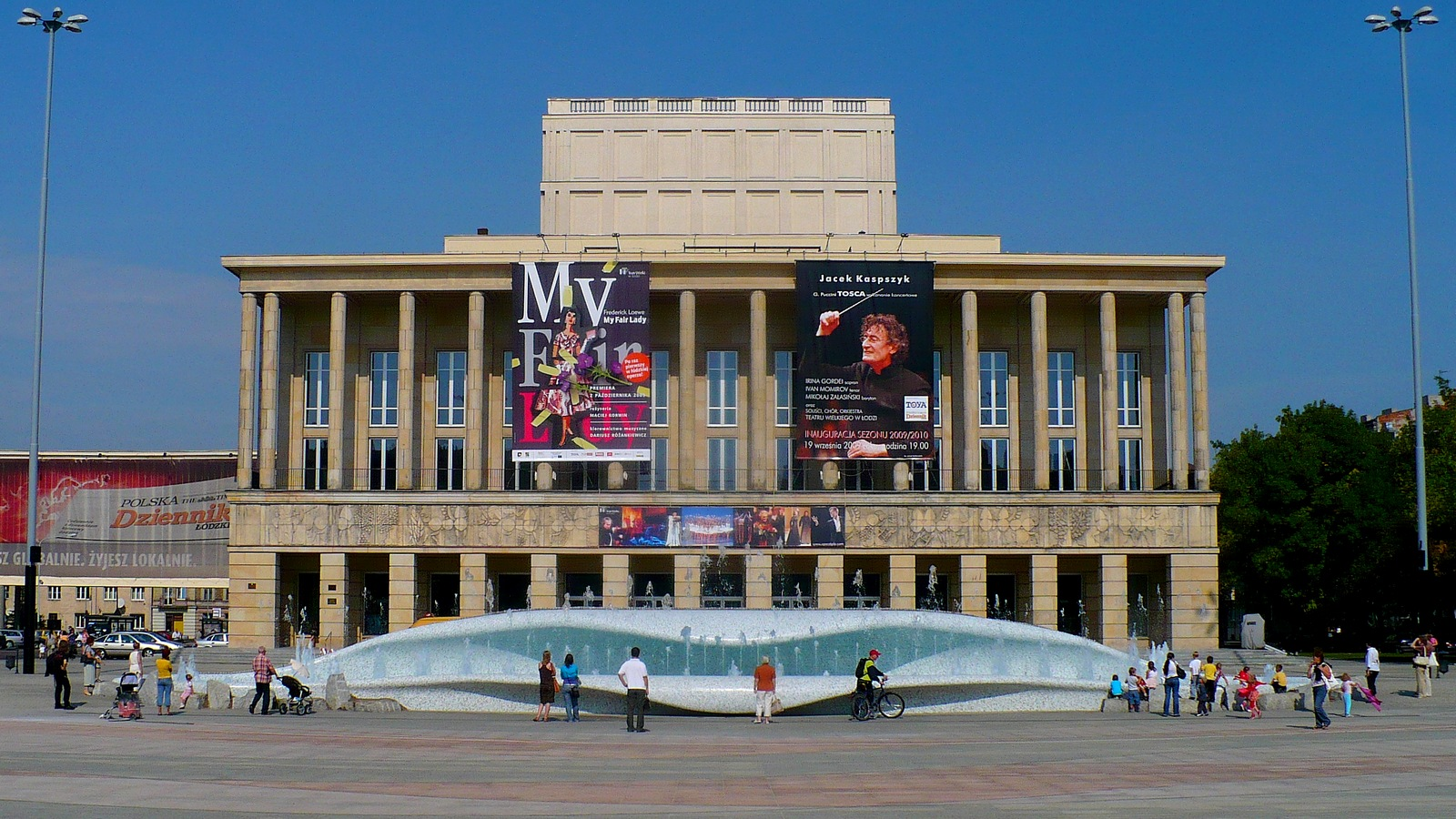
Großes Theater in Łódź

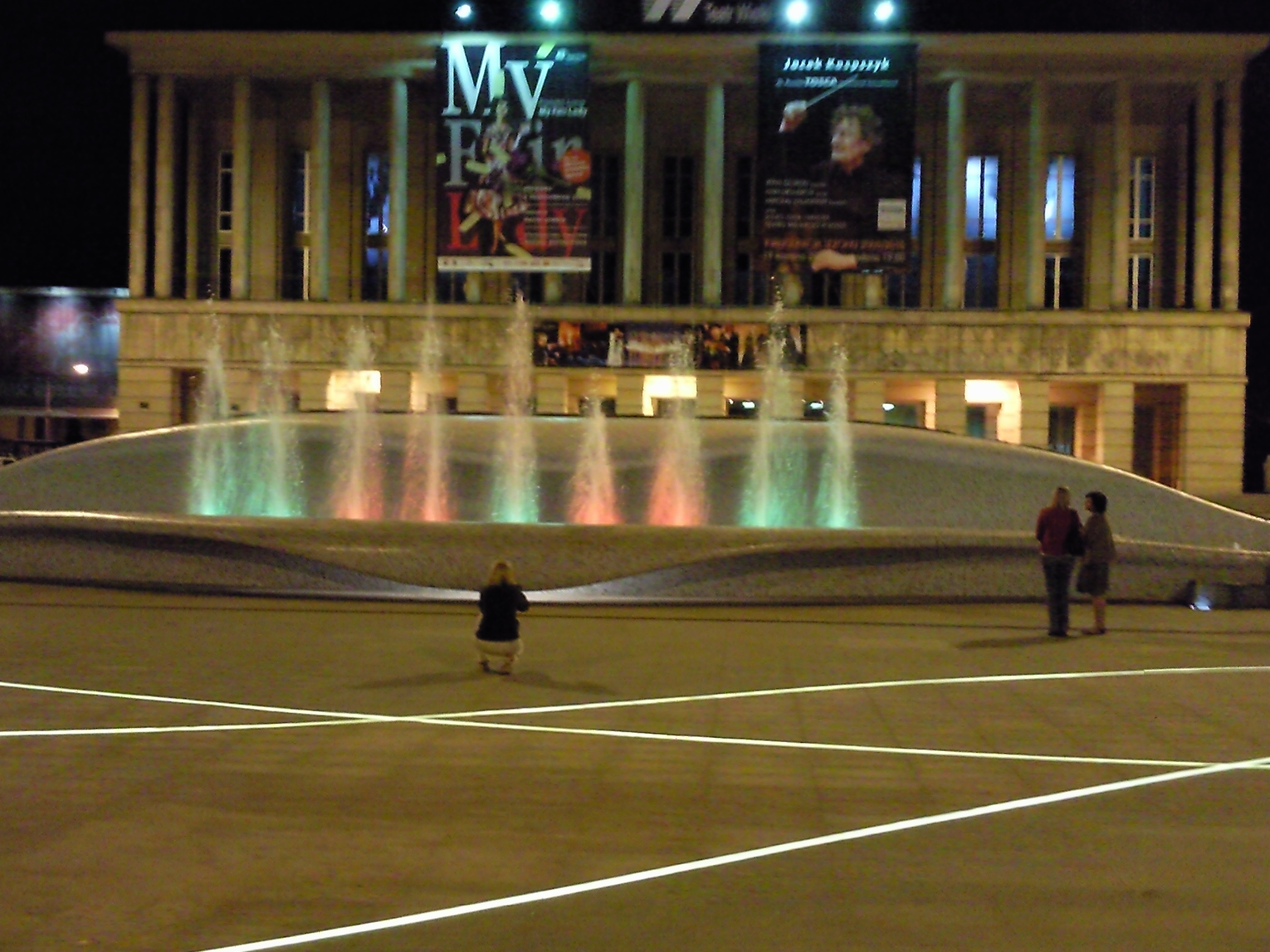
Fontänen vor dem Großen Theater (2009)

Das Teatr Wielki (dt. Großes Theater) ist das größte Theater in der polnischen Stadt Łódź.
Das Theater wurde am 19. Januar 1967 eröffnet, zählt heutzutage zu den wichtigsten Opernstätten Polens, und ist durch seine Oper-, Operetten- und Ballettaufführungen bekannt. Das am Dąbrowski-Platz stehende Gebäude des Theaters ist eines der größten Opernhäuser in Polen und bietet Platz für 1070 Zuschauer. Die gesamte Kubatur des Gebäudes beläuft sich auf ca. 195.000 m³. Die Hauptbühne ist 26 Meter breit und 39,5 Meter tief (samt der Hinterbühne) und mit 6 großen Vorsenkbühnen ausgestattet, die sich vertikal in beliebiger Konfiguration bewegen lassen.
Im Theater wird auch das Ballettfestival Łódzkie Spotkania Baletowe veranstaltet, und im Zeitraum 2000–2009 fand hier das Filmfestival Camerimage statt.